# The Mowing-Devil
The Mowing-Devil (Diablo Segador) es el título de un folleto en inglés grabado en madera y publicado en 1678. 
El texto habla de un granjero en Hertfordshire quien rehusó a pagar el precio exigido por un trabajador para cortar su campo, jurando que prefería que el Diablo lo cortara en su lugar. De acuerdo al texto, esa misma noche su campo ardió en llamas y la mañana siguiente, apareció perfectamente segado.
Este folleto y la ilustración que lo acompaña, es citado frecuentemente por investigadores de como uno de los primeros casos registrados de círculos en los cultivos.  El investigador de círculos en los cultivos Jim Schnabel no lo considera un precedente histórico porque describe los tallos como cortados, mientras que los círculos de cultivos modernos implican que el trigo se dobla.

## Transcripción
The Mowing-Devil: Or, Strange NEWS out of Hartford-ſhire.

Being a True Relation of a Farmer, who Bargaining with a poor Mower, about the Cutting down Three Half Acres of Oats upon the Mower’s asking too much, the Farmer ſwore, ‘That the Devil ſhould Mow it, rather than He.’ And lo it fell out, that that very Night, the Crop of Oats ſhew’d as if it had been all of a Flame, but next Morning appear’d ſo neatly Mow’d by the Devil, or ſome Infernal Spirit, that no Mortal Man was able to do the like. Alſo, How the ſaid Oats ly now in the Field, and the Owner has not Power to fetch them away.